# 5e régiment d'infanterie provisoire
Pour les articles homonymes, voir 5e régiment.
Le 5e régiment d'infanterie provisoire est un régiment d'infanterie français créé en 1871 devenu en 1872 le 105e régiment d'infanterie de ligne.

## Création et différentes dénominations
- 8 avril 1871 : création du 5e régiment d'infanterie provisoire
- 10 avril 1872 : prend la dénomination de 105e régiment d'infanterie

## Colonel
- 1871 : colonel Thiéry

## Historique des garnisons, combats et batailles

### Création
L'armistice avec l'Allemagne, avait été signé le 28 janvier 1871. Le 8 avril, conformément à l'instruction ministérielle du 27 mars 1871, le général Clinchant, organise plusieurs divisions, avec les prisonniers rentrant d'Allemagne.
Le 5e régiment d'infanterie provisoire, est formé, à Cherbourg, à 3 bataillons de 6 compagnies.
Il quitte Cherbourg pour se rendre au camp de Satory, près de Versailles, où le régiment se trouve réuni.

Il fait partie du 4e corps, du général Douay, 1re division sous les ordres du général Berthaut, 1re brigade sous les ordres du général Gandil rassemblée pour rétablir l'ordre dans Paris et réprimer l'insurrection de la Commune.

### Après la prise de Paris
Un décret du président de la République en date du 10 avril 1872 ayant prescrit que les régiments provisoires devenaient définitifs et prendraient la dénomination de régiment de ligne avec un numéro de série, le « 5e régiment d'infanterie provisoire » prend la dénomination de 105e régiment d'infanterie de ligne.